# Синагога Маон
Синагога Маон — синагога VI века и археологический памятник, расположенный в пустыне Негев недалеко от кибуца Нирим и кибуца Нир-Оз. Известна своим «великолепным» мозаичным полом.

## Археологические находки

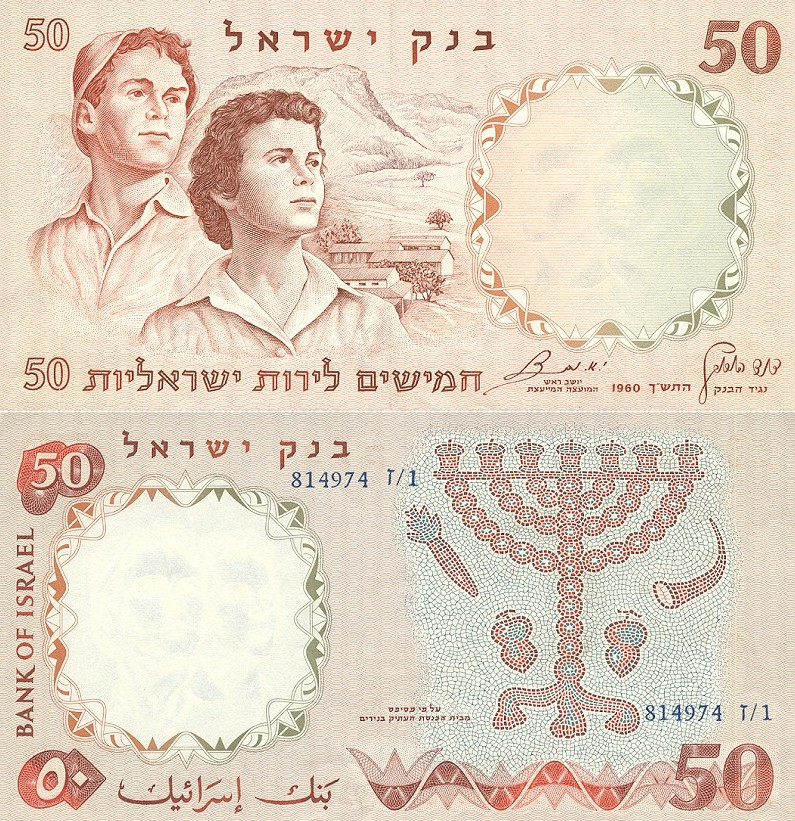
Израильская банкнота достоинством 50 лир 1958 года выпуска с деталью мозаики пола синагоги

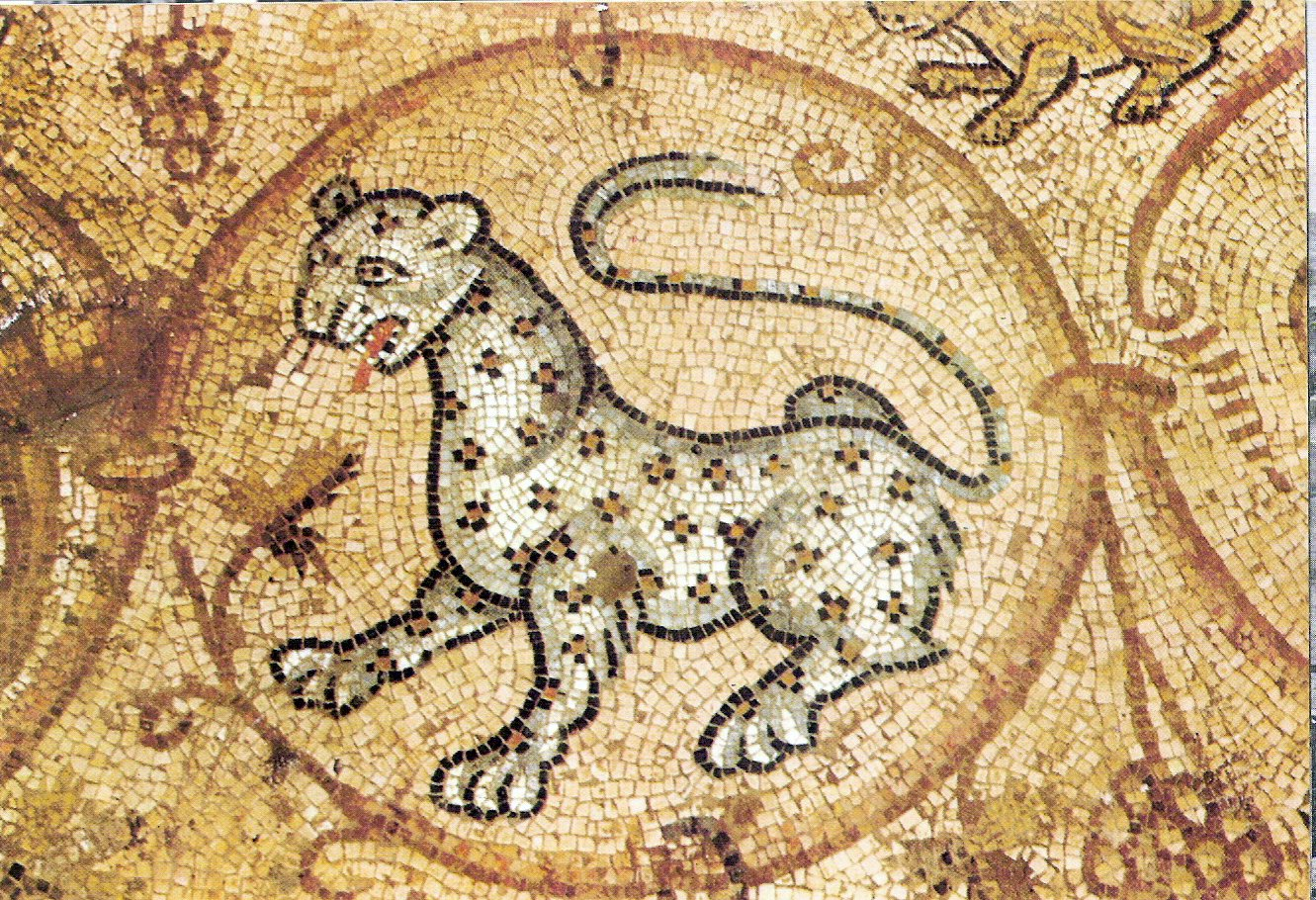
Деталь мозаики

Точная дата строительства синагоги остаётся неопределённой, хотя она датируется периодом до VI века. В ходе реконструкции шестого века была открыта северная стена (ближайшая к Иерусалиму) и построена полукруглая апсида для хранения Ковчега Торы. Уровень пола был поднят, установлены мраморные колонны и «потрясающе красивый» мозаичный пол.
Синагога построена по плану базилики. Здание имеет длину 17 метров и ширину 15 метров. Его потолок был сделан из деревянных балок и глины, и он имел три ситры, между которыми каждую из них разделяли две аллеи с четырьмя колоннами. В середине VI века была проломлена северо-восточная стена здания синагоги и установлена апсида, обращенная к Иерусалиму. Здание наиболее известно своим красочным мозаичным полом, который простирается через центральный зал. Мозаика находится в центральной части, два боковых нефа вымощены камнем. Потолок был сделан из деревянных балок и глины. Длина этажа составляла 10,2 метра, ширина — 5,4 метра, но сохранилась только его западная половина. На мозаике изображена виноградная лоза, ветви которой выходят из амфоры и несут 55 кругов в 11 рядов, внутри которых находятся фрукты и животные. На купюре в 50 израильских лир появились семиязычный канделябр, шофар, лулев и атрогим из мозаики синагоги.
Внизу мозаичного пола находится амфора, окружённая парой павлинов. Лоза вытекает из амфоры, образуя петли, украшенные изображениями птиц, животных, фруктов или изображениями различных этапов процесса виноделия. Дизайн похож на мозаику на полу церкви в близлежащих руинах Шаллала, поэтому считается, что они были созданы одним и тем же художником. Оба этажа изображают животных и имеют схожие узоры: пол синагоги выделяется менорой в окружении двух львов и несколькими другими еврейскими ритуальными предметами. Менора стоит на трёх ножках, как менора в Иерусалимском храме. Ноги у Маона имеют форму львиных лап. Рядом с менорой расположены символы Иуды, пальмы и львы. Рядом изображены этроги, шофар и лулав. На мозаике имеется надпись на арамейском языке. Верхняя часть надписи благословляет всех членов общины, а нижняя — трёх благотворителей. Идентичный пол был найден в древней синагоге в Газе.
В ходе спасательных раскопок на полу, обращенном к Ковчегу Торы, было обнаружено несколько мелких предметов. К ним относятся монеты, а также предметы из кости и металла, которые, как полагают, были связаны с Ковчегом Торы и его декоративным занавесом. Были также фрагменты стеклянных и керамических ламп. Также были найдены десятки амулетов, некоторыми из них пользовались женщины, просившие о добром здоровье.
Рядом с руинами синагоги расположены цистерна, водные каналы и миква.

## История
Синагога была построена на месте эллинистического Менуа, города, отмеченного на карте Мадабы. Это одна из трёх древних синагог, обнаруженных в западном Негеве.
Синагога и её мозаичный пол были обнаружены во время строительства дороги в 1957 году. Мозаика была повреждена, но неповрежденный фрагмент сохранился в результате раскопок. В 1957 году художницу Наоми Хенрик попросили сделать копию мозаики для Дома президента. После открытия мозаикой пренебрегали, что привело к её ухудшению. Реставрационные работы начались в 2006 году при поддержке Еврейского национального фонда, Управления древностей Израиля и регионального совета Эшколя и оплачены филантропом Сэнди Галет. Мозаику сняли с первоначального основания и тщательно очистили. Был заложен новый фундамент и надежно закреплена мозаика. Сейчас мозаика находится под охраной и была открыта для публики в 2009 году.